# Josep Cumellas i Ribó
Josep Cumellas i Ribó (Barcelona, 16 de desembre de 1875- Barcelona, 29 de març de 1940) fou compositor, organista i director català.

## Biografia
Cumellas i Ribó va tenir com a mestres a Joan Lamote de Grignon, Enric Granados, Antoni Nicolau, Eusebi Daniel i Vicenç Costa i Nogueras, amb els quals es formà musicalment i dels quals rebé una influència que es mostraria en la seva música futura.
Portà la música de diverses esglésies de Barcelona, com la direcció musical de l'església de Sant Felip Neri de Gràcia, o la de Nostra Senyora de Pompeia. Al mateix temps, fou professor de l'Acadèmia Granados i de l'Escola Vidiella, on impartia classes d'harmonia i contrapunt. Va ser professor i subdirector del Conservatori de Música de Terrassa, amb Joaquim Pecanins de director. També impartí classes als Jesuïtes de Sarrià. Fundà i dirigí l'Orfeó Gracienc i l'Orfeó Montserrat. Fou sobretot aquí on realitzà gran part de la seva activitat com a director, i sota la seva direcció assoliren un sòlid prestigi. Per ells va compondre una gran quantitat d'obres. Contribuí a la formació de l'Acadèmia Ainaud de Barcelona. Va formar part de l'organització del Tercer Congrés Nacional de Música Sagrada. Als últims anys de la seva vida va ser responsable i director musical de Ràdio Barcelona.

## Obra
La seva obra compositiva ha estat de gran rellevància en les formacions corals del país, com també la va tenir dins l'entorn dels cercles nacionalistes catalans de l'època. La producció d'aquest compositor és molt extensa i variada, abastant quasi tots els gèneres musicals. És de destacar la seva música teatral, coral, organística i pianística, juntament amb les harmonitzacions de la música popular, que van ésser molt conegudes. Moltes de les seves obres van ésser publicades en diverses editorials tant espanyoles com europees.
Cumellas va escriure les sarsueles La torre, amb text de F. Comerna (1898); El Recomanat, de J. Arrufat (1899); la música accidental Montserrat, drama històric a 4 veus (1907); Montanyes Blanques, de J. Vallmitjana (1911).
En l'espai de les cançons trobem Cançó (veu i piano o arpa) (1900); Cançó de maig (a 2 veus i piano o arpa) (1902); Amor, cançó d'abril (2 veus i piano o arpa); La rosada, Primaveral (totes elles de 1904); Al cor de Jesús, Ja som a l'hivern, La lluna blanca, Les sis del matí, Montanyenca, Nocturn hivernal, Pagesívola, i Trista, aquestes amb dada dels 1906; La mare malalta (1907); L'esposa parla/El poeta parla (1909); El canto del circo (2 veus, quintet de corda i piano); Himno a la Virgen de la Academia (de Lleida) (1/3 veus i orquestra) (1912); Himno al Creador (una veu, quintet de corda i piano) (1913); L'aufàbrega (a 1 / 2 veus i piano) (1916); Himno a la victoria de Lepanto (4 veus, quartet de corda i piano) (1917); Cant dels infants (una veu, flauta clarinet, quartet de corda i piano) (1928); Alada i bonica, i L'he vist passar (1937).
També conreà la cançó infantil, a una veu i piano, amb obres com Cançons d'infantesa (1907), Cant dels infants (1908), i també per l'escola, Como un rayo de luz, El amor al trabajo (1904), Colección de tres cantos escolares, La mare malalta (1907), Los premios (1910), Les campanes (!917) i Col·lecció de 10 cants escolars  (1918). Sardanes per a cobla, Amorosa i Els tres tambors (1920); Camperola i Montserrat (1921) i L'hereu Riera. L'obra coral consta de La Marsellesa (a veus) (1902), De la humana memòria (4 veus) (1903), A la Verge de Montserrat (4 veus) (1907), Oh Pàtria! (4 veus) (1908), Himne a la bandera de l'Orfeó Montserrat (4 veus mixtes) (1910), La ginesta altra vegada (4 veus) (1913), Marieta (4 veus) i Montanyenca (4 veus) (1917); Testament d'Amèlia (4 veus mixtes i solo soprano), Magdalena (4 veus mixtes), L'hereu Riera (5 veus mixtes), L'enyor (4 veus mixtes i solo soprano), La silleta (5 veus mixtes), La presó de Lleida (4 veus mixtes i solo soprano), La gentil Margarida (6 veus mixtes), La filla del marxant (7 veus mixtes), Jesús i Maria (4 veus mixtes) i El dimoni escuat (4 veus mixtes).
En el terreny religiós va escriure una molt important quantitat d'obres tant en llatí, en castellà, com en català: Salve Regina (2 i 3 v. i corda) (1899); O Salutaris Hostia (veu i orgue) (1902); Tota pulchra es María (3 v.) (1904); O Deus, ego te amo (4 v.), O sacrum convivium (4 v.), O Salutaris Hostia (3 v.), Pange lingua/Tantum ergo (4 v.), Himne a Sant Lluís Gonzaga (4 v. i orgue) (1905); Cor Mariae (3 v.), O quan suavis es (3 v. i orgue), Sacerdotes Domini (2 v. i orgue), Sacerdos et Pontifex (3 v. i orgue), Salve Regina (4 v.), Tantum ergo (veu i orgue) (1906); Adoramus te Domini (2 v. i orgue), Ave verum (2 v. i orgue), Ego sum panis (2 v. i orgue), Panis angelicus (2 v. i orgue), Salve Regina (4 v.), Verbum supernum (2 v. i orgue) (1907); Charitas Dei (2 v. i orgue), Confitebor tibi (veu i orgue), Libera me Domine (2 v), O sacrum convivium (veu i orgue), Sacris solemniis (2 v.), Viderunt omnes (veu i orgue), El canto de los ángeles (1 i 2 veus i orgue), Eucarística (veu i orgue), Nadala (2 v. i orgue) (1908); O Salutaris Hostia (veu i orgue), Càntic a Sant Josep (veu i orgue), Himne a la senyera franciscana (4 v. i orgue) (1909); Villancico (veu i orgue), Pastors de Judea (1 i 2 v. i orgue) (1910); Adeste fideles (1 i 2 veus i orgue), Gozos a San José (2 v. i orgue), Nació, nació, pastores (violoncel, veu i orgue) (1911); Victimae Paschali (2 v. i orgue), A las ánimas benditas (veu i orgue), Sagrat cor (9 composicions per a 1 i 2 v.) (1902/1912) (1912); Himno para la Cruzada de la Modestia Cristiana (3 v. corda i orgue) (19013); Regem magnum Dominum (veu i orgue) (1914); A la Mare de Déu de Montserrat (corda, veu i orgue) (1915); Desiderium animae ejus (4 v. i orgue), Goigs a la Verge de les Ferreries (veu i orgue) (1916); O bone Jesu (2 v i orgue), Passio secundum Johannem (2 v. i orgue), Càntic a Sant Josep (1 i 2 v. i orgue) (1917); Pasio secundum Matheum (2 v. i orgue) (1918); Gozos de las dos sacras espinas (1 i 3 v. i orgue) (1922); Cants a la Verge (16 composicions per a 1 i 4 v.) (1903/1923); Trisagis (13 composicions per a 1 i 3 v.) (1903/1925); Goigs a la Verge de Núria (veu i orgue) (1930); Rosaris (12 composicions per a 1 i 4 v.) (1908/1930); Goigs a Nostra Dona de Juncadella (Pla de Bages) (v. i orgue). Música per a orgue: Complanta armènia; Dos cants japonesos (1907); Preludi en Re menor (1908); Interludi en Re menor (1909); Elevació en Sol; Ofertori en La menor; Pregària a la Verge; Preludi-coral en Fa # major; Preludi-coral en Re major; Sortida en Sol (1911); Andante en Mi; Dos intermedis al·leluiàtics (en La i en Sol); Elevació en Fa; Final en Do; Final en Re; Ofertori en Fa; Ofertori en Sol (1912); Petit preludi sobre el tema del Virolai (1931); Siete obras para órgano (1932/1934); Petit ofertori en Do menor; Preludi en Mi menor (1935). Així com per piano: Anita (1895); Seis obras fáciles (amb el pseudònim "E. Karliszt"); Col·lecció de sis ballades fàcils (1911); Bressolant (2 pianos); Fuga 4 veus sobre la cançó popular "La Mare de Déu"; Petita fuga a 4 veus (1925); Petit scherzo sobre la cançó popular "L'hereu Riera" (1926); Estudi sobre la Escala núm. 489 de Joan Molinari (1936); Bagatella; Romança sense paraules (1937); Campanetes i papallons; Chopiniana; Nadala, Sis cànons a 2 veus (1938). Cal afegir obres diverses per a orquestra com Anita (1896); Elvira (1897); Schotis (1899); o Solfeig (per veu i piano) editada a París el 1912, i Solfeig (2 veus i piano) (1913). Publicà un valuós cançoner de música popular de Catalunya i Balears.
Es conserven obres seves als fons musicals SEO (Fons de l'església parroquial de Sant Esteve d'Olot) de l'ACGAX (Arxiu Comarcal de la Garrotxa), CdE (Fons de la basílica de Santa Maria de Castelló d'Empúries) de l'ADG (Arxiu Diocesà de Girona) IFMUC i en el Fons Cumellas i Ribó del CESC (Centre d'Estudis de Sant Cebrià de Vallalta).